# فرانك تودور
فرانك تودور (بالإنجليزية: Frank Tudor)‏ هو سياسي أسترالي، ولد في 27 يناير 1866 في Williamstown, Victoria ‏ في أستراليا، وتوفي في 10 يناير 1922 في ريتشموند ‏ في أستراليا بسبب قصور القلب. نشط حزبياً في حزب العمال الأسترالي. وقد انتخب وزير التجارة ‏ وانتخب عضو مجلس النواب الأسترالي عن دائرة Division of Yarra ‏ (30 مارس 1901 – 10 يناير 1922).